# 電気化学原子間力顕微鏡
電気化学原子間力顕微鏡（でんきかがくげんしかんりょくけんびきょう、Electro-Chemical Atomic Force Microscope : EC-AFM）は電気化学反応を可視化する原子間力顕微鏡の一形式。

## 概要
原子間力顕微鏡(AFM)の原理を利用して探針とワーキング電極として作用する試料をセットする電気化学セルとそのセル電極の電位を制御する2台の定電位電解装置(バイポテンショスタット)が追加され、カンチレバーの変位をレーザー光と4象限光検出素子により、光学的に検出することにより、電気化学反応によって誘起される試料表面のナノスケールの形状変化を、in situで可視化する。EC-AFMは1991年にHansmaのグループによって，金属電極表面上に金属が電析して行く構造変化を捉えたのが最初だとされ、20世紀末以降に利用が拡大した。

## 周波数変調検出型AFM
周波数変調検出型AFMは探針が先端についたカンチレバーを共振周波数を維持して振動ながら試料表面に近づけて周波数変化として力を計測して表面を画像化する手法。

## 用途
- 充電池のように電気化学反応を伴う物質の観察[4]